# Liste des maires de Bordes (Hautes-Pyrénées)

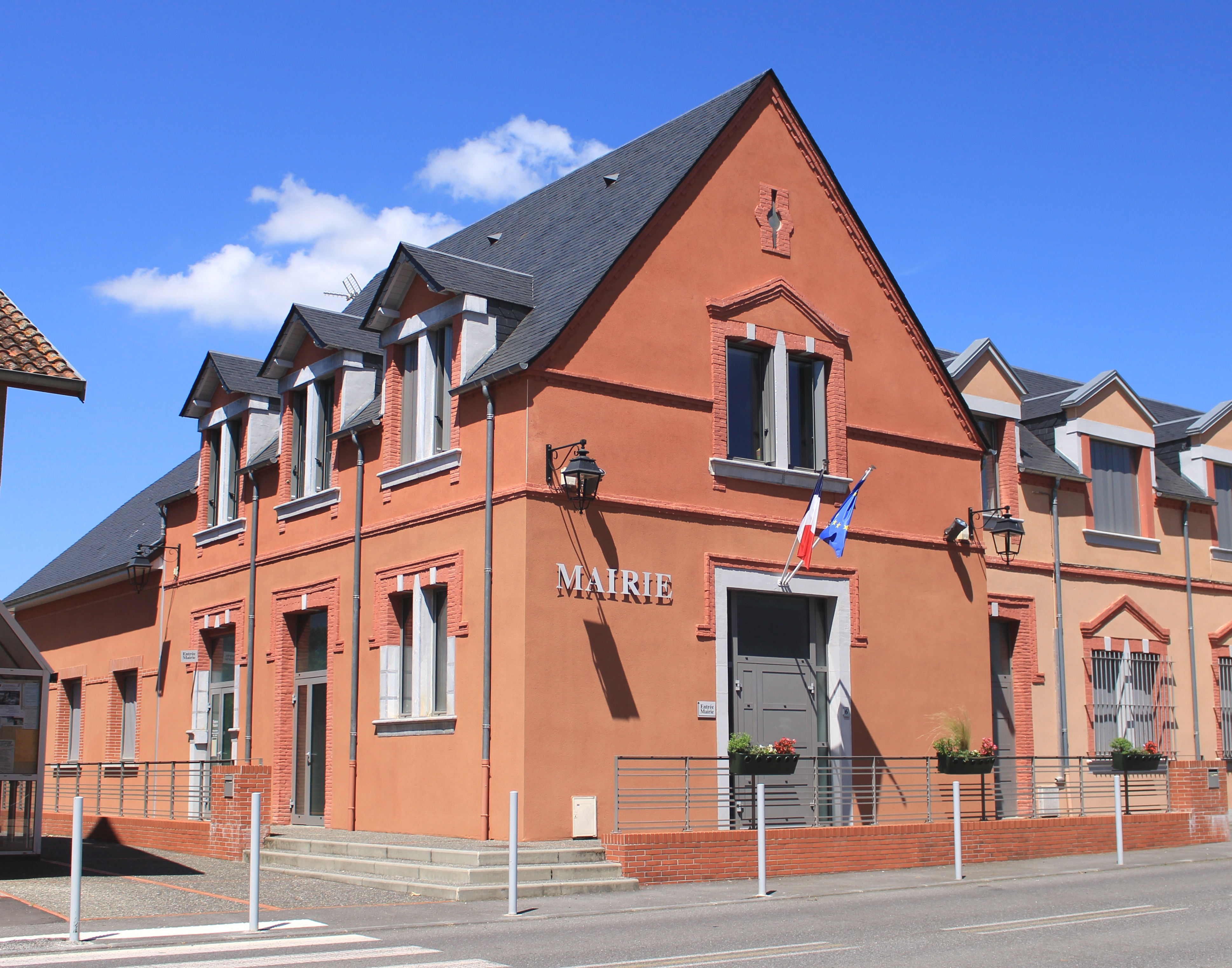
La mairie en 2019.

## Liste des maires
| Période                                  | Période   | Identité               | Étiquette | Qualité |
| ---------------------------------------- | --------- | ---------------------- | --------- | ------- |
| Les données manquantes sont à compléter. |           |                        |           |         |
| 1790                                     | 1791      | Jean Vignes            |           |         |
| 1791                                     | 1792      | Pascal Laporte         |           |         |
| 1792                                     | 1795      | Casaux Serbeille       |           |         |
| 1795                                     | 1798      | Jean-Pierre Lafforgue  |           |         |
| 1798                                     | 1799      | Salles Tardant         |           |         |
| 1799                                     | 1800      | François Carmouze      |           |         |
| 1800                                     | 1802      | Vignes                 |           |         |
| 1802                                     | 1806      | Jean Menvielle         |           |         |
| 1806                                     | 1808      | Pierre Vignes          |           |         |
| 1808                                     | 1810      | Pascal Laporte         |           |         |
| 1810                                     | 1812      | Pierre Vignes          |           |         |
| 1812                                     | 1826      | Etienne Duffau         |           |         |
| 1826                                     | 1831      | Jean Ainé ansou        |           |         |
| 1831                                     | 1840      | Enselme Vignes         |           |         |
| 1840                                     | 1848      | Louis Ricaud           |           |         |
| 1848                                     | 1855      | Jan Dufrechou          |           |         |
| 1855                                     | 1865      | Jean Toulouse          |           |         |
| 1865                                     | 1870      | Jean-Marie Toulouse    |           |         |
| 1870                                     | 1876      | Louis Vergez           |           |         |
| 1876                                     | 1884      | Cazaux Tardant         |           |         |
| 1884                                     | 1892      | Louis Vergez           |           |         |
| 1892                                     | 1896      | Vignes Lolle           |           |         |
| 1896                                     | 1903      | Jean Bousquet          |           |         |
| 1903                                     | 1912      | Jean-Pierre Bazus      |           |         |
| 1912                                     | 1919      | Jean Aubac             |           |         |
| 1919                                     | 1923      | Edmond Carrassus       |           |         |
| 1923                                     | 1925      | François Casaux        |           |         |
| 1925                                     | 1945      | Alphonse Vergez        |           |         |
| mai 1945                                 | mars 1971 | Jean Bazus             |           |         |
| mars 1971                                | juin 1995 | Jean Dubarry           |           |         |
| juin 1995                                | 2005      | Gérard Claverie Forges |           |         |
| 2005                                     | mars 2020 | Jean Laporte           |           |         |
| mars 2020                                | en cours  | Jean-Paul Broueilh     |           |         |